# مخاط أنفي مجفف

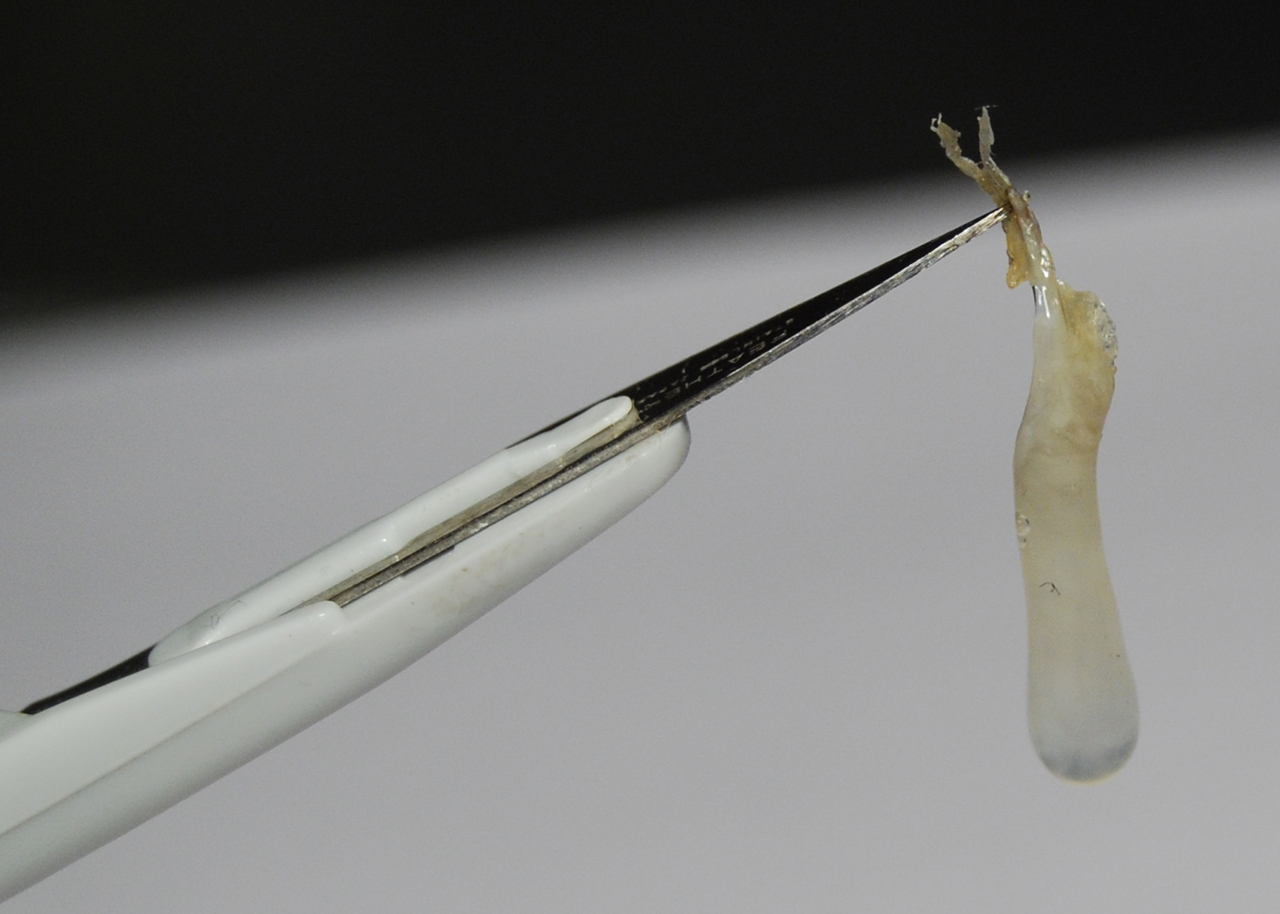
مخاط أنف مجفف، مع مخاط لزج معلق.

المخاط الأنفي المُجَفَّف هي محتويات موجودة في أنف الإنسان. تنتج عن تجفيف المخاط الغرواني اللزج الطبيعي.

## التشكيل

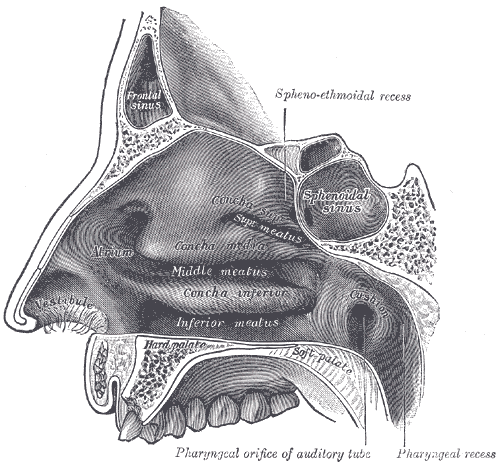
جدار جانبي من تجويف الأنف، يظهر الدهليز ، حيث يوجد غالبًا مخاط أنفي جاف.

تنتج الأغشية المخاطية في التجويف الأنفي باستمرار مخاطًا رطبًا يبطن التجويف ويزيل الغبار ومسببات الأمراض من الهواء المتدفق من خلاله. غالبا، تعمل الأهداب التي تبطن التجويف أيضًا على تحريك المخاط أسفل تجويف الأنف إلى البلعوم حيث يمكن ابتلاعه. لا يبقى المخاط كله سائلاً بما يكفي لتحريكه بواسطة الأهداب. كلما اقترب المخاط من دهليز الأنف وفتحة الأنف، زاد فقدان الرطوبة للهواء الخارجي، وزادت احتمالية جفافه والالتصاق.

## أكل المخاط
يناقش ستيفان غيتس في كتابه «غاستروناوت» (بالإنجليزية: Gastronaut)‏ قضية تناول مخاط الأنفي المُجفف، حيث يذكر أنَّ 44% من الأشخاص الذين قابلهم قالوا أنهم تناولوا مخاط أنفهم المجفف في مرحلة البلوغ وقالوا أنهم أحبوه. نظرًا لأن المخاط يقوم بتصفية الملوثات المحمولة في الهواء، فقد يُعتقد أن تناوله غير صحيٍ، ولكن غيتس يُعلق على ذلك: «لقد بُنيت أجسامنا لاستهلاك المخاط»، حيث أنَّ مخاط الأنف عادةً ما يُبتلع بعد تحريكه إلى الداخل بواسطة حركة الأهداب. يقول فريدريك بيشينجر، وهو أخصائي الرئة في عيادة بريفاتكلينيك هوكروم في إنسبروك، بأنَّ العبث بالأنف وتناول المخاط قد يكون مفيدًا للجهاز المناعي.